# تورنابی-آن-تین
longitudeتورنابی-آن-تینlatitudeتورنابی-آن-تین
تورنابی-آن-تین (به انگلیسی: Thornaby-on-Tees) یک شهرک در بریتانیا است که در انگلستان واقع شده‌است.

## خصوصیات
تورنابی-آن-تین ۲۲٬۶۲۰ نفر جمعیت دارد.